# Rosser Reeves
Rosser Reeves (Danville, 10 settembre 1919 – 24 gennaio 1984) è stato un pubblicitario statunitense.

## Biografia
Suo padre era un ministro metodista. Reeves Frequenta l'università della Virginia con l'idea di diventare avvocato, ma la Grande depressione lo costringe a lasciare la scuola e a cercare lavoro. Il suo primo impiego è come reporter al Richmond Times-Dispatch.
Nel 1934 lascia la Virginia e si trasferisce a New York per lavorare come inserzionista. Successivamente entra a lavorare presso l'agenzia pubblicitaria Benton & Bowles, dove conosce Ted Bates, e poi, con quest'ultimo, fonda nel 1940 la Ted Bates & Co. Nel 1952 cura la campagna elettorale di Dwight D. Eisenhower per le elezioni presidenziali negli Stati Uniti d'America.
Reeves ideò la formula dell'USP (Unique selling proposition), che sosteneva che ogni avviso pubblicitario dovesse presentare un'offerta esclusiva e non proponibile da altri concorrenti. L'offerta doveva risultare così forte da attirare nuovi consumatori al prodotto, così che i suoi marchi fossero notati nella palude di pubblicità a cui è sottoposto il consumatore.
Nel 1961 pubblica Reality in Advertising, il libro nemesi dei Persuasori Occulti, fondato sul buon senso, tradotto in italiano con il titolo I miti di Madison Avenue. La reality advertising.
Stacanovista in grado di coltivare le proprie passioni, nel 1955 guida la prima squadra ufficiale statunitense di scacchi che visita l'Unione Sovietica; organizza e partecipa a campionati mondiali di vela;  prende il brevetto di pilota e guida il proprio aereo personale; colleziona antichità, pietre preziose e libri; scrive poesie e racconti.
Tra i suoi annunci più celebri (nonché tra i più esemplificativi dell'USP) c'è quello delle caramelle M&M's: «si sciolgono in bocca, non in mano», usato ancora oggi.

## Opere
- (EN) Reality in Advertising, New York, Alfred A. Knopf Inc, 1960.
  -  I miti di Madison Avenue. La reality advertising, Milano, Lupetti, 1988, ISBN 88-85838-02-2.